# Bruno Brazil
Bruno Brazil er en fransk-belgisk tegneserie indenfor agentgenren. Den blev oprindelig skrevet af Greg og tegnet af William Vance til tegneseriebladet Tintin.

## Bogserien Bruno Brazil
Skrevet af Greg og tegnet af William Vance. Udgivet 2020-2021 af Forlaget Zoom.
- Bruno Brazil bog 1 ISBN 978-87-7021-110-9
- Bruno Brazil bog 2 ISBN 978-87-7021-133-8
- Bruno Brazil bog 3 ISBN 978-87-7021-160-4
- Bruno Brazil bog 4 ISBN 978-87-7021-207-6

## Albumserien De nye historier med Bruno Brazil
Skrevet af Laurent-Frédéric Bollée og tegnet af Philippe Aymond. Udgives af Forlaget Zoom.
- Black Program bind 1 ISBN 978-87-7021-111-6
- Black Program bind 2 ISBN 978-87-7021-178-9
- Kold rædsel ved eskimo point ISBN 978-87-7021-304-2

## Oversigt
Serien blev udgivet i fart og tempo og efterfølgeren tempo samt sporadisk i andre serieblade. Winthers Forlag udgav 1979-1981 fire album med serien. Siden 2020 har Forlaget Zoom udgivet serien komplet; Greg og Vances historier i fire bøger og de nye eventyr fortløbende i indbundne album.

De danske oversættelser har op til fire forskellige titler, der alle er med i oversigten.

Historierne står i samme rækkefølge som i bogserien. Det vil med få undtagelser betyde i kronologisk rækkefølge; når en historie er ude af kronologien, er original udgivelsesdato markeret med rødt.
| Bruno Brazil – oversigt | Bruno Brazil – oversigt | Bruno Brazil – oversigt                 | Bruno Brazil – oversigt        | Bruno Brazil – oversigt | Bruno Brazil – oversigt                              | Bruno Brazil – oversigt                                                                           | Bruno Brazil – oversigt      | Bruno Brazil – oversigt | Bruno Brazil – oversigt |
| Franske førsteudgaver   | Franske førsteudgaver   | Franske førsteudgaver                   | Franske førsteudgaver          | Antal sider             | Danske udgaver                                       | Danske udgaver                                                                                    | Danske udgaver               |                         |                         |
| Serieblad               | Album                   | Historie                                | Album                          | Antal sider             | Udgave                                               | Titel                                                                                             | Bog                          |                         |                         |
| ----------------------- | ----------------------- | --------------------------------------- | ------------------------------ | ----------------------- | ---------------------------------------------------- | ------------------------------------------------------------------------------------------------- | ---------------------------- | ----------------------- | ----------------------- |
| 1968-03-12 – 1968-07-30 | 1 (1969)                | Le requin qui mourut deux fois          | Le requin qui mourut deux fois | 44                      | F&t 1969/29-38 F&t album 5 Bog 1                     | Den forsvundne u-båd U-bådshajen Hajen, der døde to gange                                         | 1                            |                         |                         |
| 1969-02-18 – 1969-07-22 | 2 (1970)                | Commando Caïman                         | Commando Caïman                | 44                      | F&t 1970/2-9 et superhæfte Bog 1                     | TV-piraterne Bruno Brazil og TV-piraterne Alligatorkommandoet                                     | 1                            |                         |                         |
| 1969-12-18 – 1970-05-14 | 3 (1971)                | Les yeux sans visage                    | Les yeux sans visage           | 44                      | F&t 71/4-15 Tmp 1978/50-79/4 Bog 1                   | Hævnens øje Øjne uden ansigt                                                                      | 1                            |                         |                         |
| 1971-01-19 – 197105-04  | 4 (1972)                | La cité pétrifiée                       | La cité pétrifiée              | 44                      | F&t 1972/13-21 bog 2                                 | Den forstenede by                                                                                 | 2                            |                         |                         |
| 1971-10-05 – 1972-02-24 | 5 (1973)                | La nuit des chacals                     | La nuit des chacals            | 44                      | F&t 1973/1-7 Agent 2, 1992 Bog 2                     | I mafiaens kløer Hjem til Sacramento Sjakalernes nat                                              | 2                            |                         |                         |
| 1972-12-05 – 1973-03-27 | 6 (1974)                | Sarabande à Sacramento                  | Sarabande à Sacramento         | 46                      | F&t 1974/5-12 Br. Brazil album 1 Agent 4, 1992 Bog 2 | Bruno Brazil trævler mafiaen op Ballade i Sacramento Vendetta i Sacramento Sarabande i Sacramento | 2                            |                         |                         |
| 1973-06-26 – 1973-09-25 | 7 (1975)                | Des caïmans dans la rizière             | Des caïmans dans la rizière    | 46                      | F&t 1974/27-33 Br. Brazil album 2                    | Bronzeelefanten                                                                                   | 3                            |                         |                         |
| 1975-02-25 – 1975-05-20 | 8 (1976)                | Orage aux Aléoutiennes                  | Orage aux Aléoutiennes         | 46                      | F&t 1976/1-7 Br. Brazil album 3                      | Storm over Stillehavet                                                                            | 3                            |                         |                         |
| 1976-07-06 – 1976-09-21 | 9 (1977)                | Quitte ou double pour Alak 6            | Quitte ou double pour Alak 6   | 46                      | Tmp 1977/12-22 Br. Brazil album 4 Bog 3              | Kvit eller dobbelt for Alak 6 Kvit eller dobbelt Kvit eller dobbelt for Alak 6                    | 3                            |                         |                         |
| 1967-01-17              | 10 (1977)               | Une fleur pour cible...                 | Dossier Bruno Brazil           | 5                       | F&t 1967/33 Bog 4                                    | Knaphulsblomsten En blomst som mål                                                                | 4                            |                         |                         |
| 1967-02-21              | 10 (1977)               | Piège sous globe!                       | Dossier Bruno Brazil           | 7                       | F&t 1967/35 Bog 4                                    | Glaskuglerne Fælden under globen!                                                                 | 4                            |                         |                         |
| 1967-03-28              | 10 (1977)               | Réseau diamant                          | Dossier Bruno Brazil           | 7                       | F&t 1967/39 Bog 4                                    | Forræderen Diamantnettet                                                                          | 4                            |                         |                         |
| 1967-05-16              | 10 (1977)               | Le bouclier de verre                    | Dossier Bruno Brazil           | 7                       | F&t 1967/47 Bog 4                                    | Skudsikre ruder med Bruno Brazil Glasskærmen                                                      | 4                            |                         |                         |
| 1967-10-17              | 10 (1977)               | Les poupées ont la vie dure             | Dossier Bruno Brazil           | 7                       | F&t 1968/16 Bog 4                                    | Bruno Brazil leger med dukker Dukker har et hårdt liv                                             | 4                            |                         |                         |
| 1977-07-19              | 10 (1977)               | Dossier Bruno Brazil                    | Dossier Bruno Brazil           | 13                      | Tmp 1978/6-7 Bog 4                                   | Tilfældet Bruno Brazil Dossier Bruno Brazil                                                       | 4                            |                         |                         |
| 1979                    | 11 (1995)               | À un poil près...                       | La fin...!??                   | 13                      | Seriebladet 3 Bog 4                                  | Lige ved og næsten... På et hængende hår                                                          | 4                            |                         |                         |
| 1982                    | 11 (1995)               | Ne tuez pas les immortels               | La fin...!??                   | 8                       | Bog 4                                                | Dræb ikke de udødelige                                                                            | 4                            |                         |                         |
| 1983                    | 11 (1995)               | Fausses manœuvres et vraies embrouilles | La fin...!??                   | 11                      | Bog 4                                                | Falske manøvrer og ægte forvirring                                                                | 4                            |                         |                         |
| 1995                    | 11 (1995)               | La chaîne rouge                         | La fin...!??                   | 6                       | Bog 4                                                | Den røde kæde                                                                                     | 4                            |                         |                         |
|                         | N1 (2019)               | Black Program tome 1                    | Black Program tome 1           | 54                      | Ny serie nr. 1                                       | Black Program bind 1                                                                              | Black Program bind 1         |                         |                         |
|                         | N2 (2020)               | Black Program tome 2                    | Black Program tome 2           | 54                      | Ny serie nr. 2                                       | Black Program bind 2                                                                              | Black Program bind 2         |                         |                         |
|                         | N3 (2022)               | Terreur boréale à Eskimo Point          | Terreur boréale à Eskimo Point | 52                      | Ny serie nr. 3                                       | Kold rædsel ved eskimo point                                                                      | Kold rædsel ved eskimo point |                         |                         |
| Noter 1. 2.             |                         |                                         |                                |                         |                                                      |                                                                                                   |                              |                         |                         |